# Кјеза Албинеа (Ређо Емилија)
Кјеза Албинеа је насеље у Италији у округу Ређо Емилија, региону Емилија-Ромања.
Према процени из 2011. у насељу је живело 18 становника. Насеље се налази на надморској висини од 262 м.